# 迪赫佳里夫卡 (切爾尼戈夫州)
51°55′25″N 33°8′31″E / 51.92361°N 33.14194°E
迪赫佳里夫卡（羅馬化：Dihtiarivka）是烏克蘭北部切爾尼戈夫州諾夫霍羅德-錫韋爾斯基區的村莊，始建於1673年，面積2.32平方公里，海拔高度134米，2001年人口657，人口密度每平方公里283.2人。